# الجمعية الروحية الإسلامية في أورينبورغ

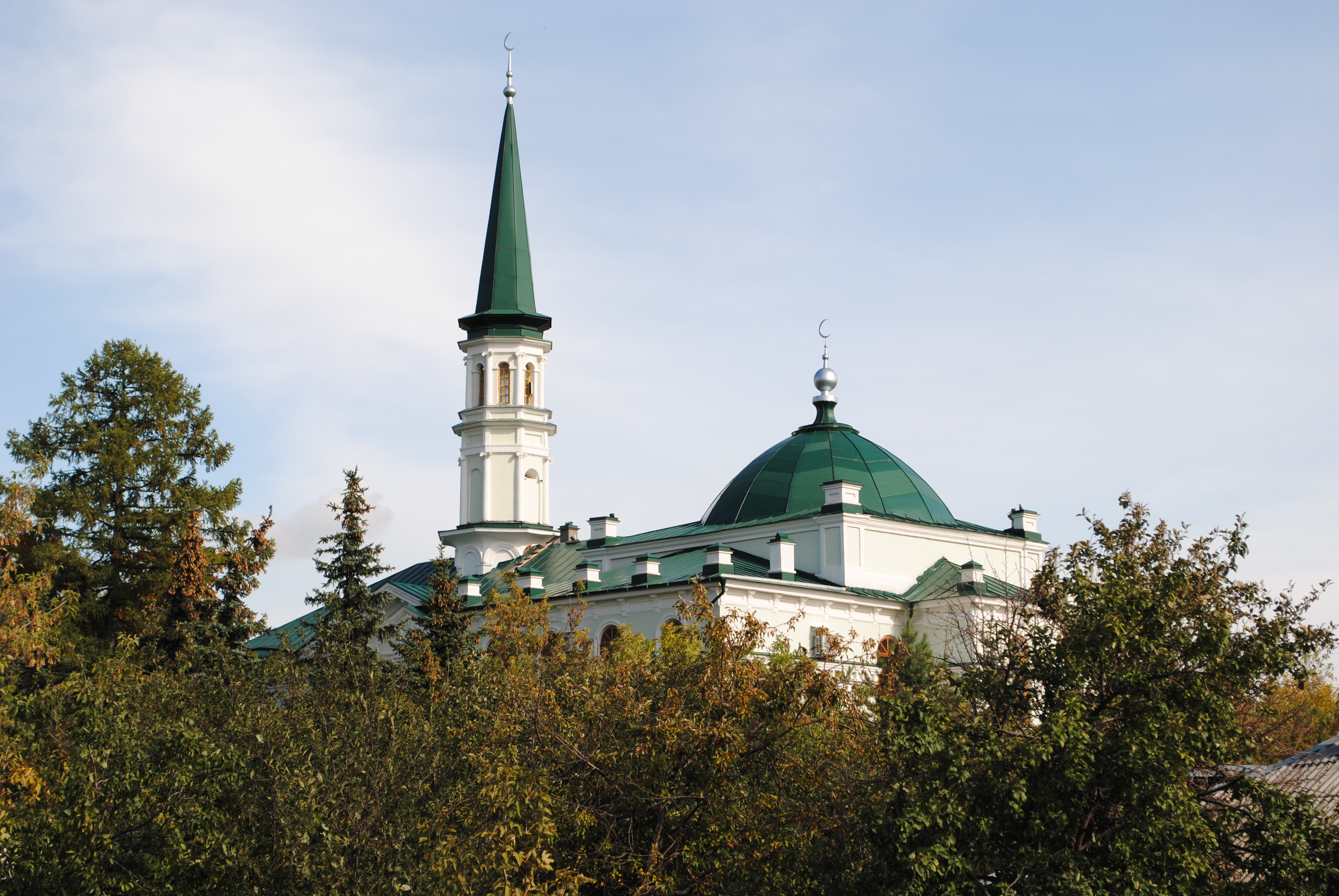
بنت الجمعية الروحية الإسلامية في أورينبورغ المسجد القديم في أوفا في عام 1830.

الجمعية الروحية الإسلامية في أورينبورغ (الروسية: Оренбургское магометанское духовное собрание ) كانت إدارة دينية خاضعة لسيطرة الدولة في الإمبراطورية الروسية وكانت لها سلطة قضائية على جوانب معينة من النشاط الإسلامي في سيبيريا ومنطقة الفولجا والأورال [الإنجليزية] وأجزاء من آسيا الوسطى، بما في ذلك السهوب الكازاخستانية. أُسسَت في عام 1788 بأمر من الإمبراطورة الروسية كاثرين الثانية.
كانت واحدة من عدة هيئات دينية أُنشئَت في الإمبراطورية الروسية، لتشكيل "رجال دين" متحالفين مع الدولة لإدارة الديانات غير الأرثوذكسية.

### المفتي
وقد حُدد دور المفتي في الوثائق التأسيسية للجمعية عام 1788، إلا أنه لم يتم توضيح مكانته الاجتماعية أو نطاق صلاحياته. وبدأ المفتي الأول، محمدجان خوساينوف، على الفور في الضغط من أجل الحصول على مزيد من السلطة للحصول على حقوق أكثر للمسلمين، مطالبًا بنفس مكانة مطران الكنيسة الأرثوذكسية الروسية. التقى عدة مرات مع كاثرين الثانية في سانت بطرسبرغ، وبدأ يحاول رسم شخصية سياسية في منطقة الفولغا والأورال. أثار هذا الأمر خوف المسؤولين الروس، الذين طلبوا وحصلوا على إذن من الأمير ألكسندر بيزبورودكو [الإنجليزية] للحد بشدة من نفوذ خوساينوف وإبقائه تحت سيطرتهم. ثم أصدرت السلطات المحلية مرسوماً يقضي بأن "واجبه [المفتي] هو إدارة الأمور الدينية البحتة، وعدم المساس بالأمور الدنيوية، إلا عندما ترى الإدارات أنه من المناسب الاستعانة به لهذه الغاية".
وبموجب مرسوم صدر عام 1802، لم يكن المفتي يستطيع اتخاذ أي قرارات دون موافقة نوابه، إلا أن خوساينوف نادرًا ما كان يلتزم بهذا المرسوم. وكان المفتي الأول يتعرض باستمرار لدعاوى قضائية وشكاوى تتعلق بالرشوة والاحتيال وعدم اتباع الصلاة. على الرغم من أن الإمبراطور ألكسندر الأول أرسل خطابًا يدعم خوساينوف، ويمنحه في الواقع حصانة قانونية، إلا أن الاتهامات المتعلقة بإساءة خوساينوف استخدام السلطة استمرت طوال فترة وجوده كمفتي.
| مفتي الجمعية                         | مفتي الجمعية          |
| تاريخ                                | اسم                   |
| ------------------------------------ | --------------------- |
| 22 أيلول 1788 - 17 تموز 1824         | محمد جان خوساينوف     |
| 30 أيلول 1825 - 31 كانون الثاني 1840 | غابديسلام غابدراخيموف |
| 10 حزيران 1840 - 4 آب 1862           | غابدولفاد سليمانوف    |
| 28 نيسان 1865 - 2 كانون الثاني 1885  | سليمجاري تيفكيليف     |
| 2 كانون الثاني 1886 - 15 آب 1915     | محمد يار سلطانوف      |
| 28 تموز 1915 - 22 آذار 1917          | محمد صفا بايزيتوف     |

## طالع أيضًا
- الإسلام في روسيا
- الإسلام في آسيا الوسطى
- الإدارة الروحية لمسلمي آسيا الوسطى وكازاخستان
- الإفتاء والمفتي [الإنجليزية]
- قائمة المفتين الإسلاميين [الإنجليزية]

## ملحوظات
1. ↑  Davies، Franziska؛ Wessel، Martin Schulze؛ Brenner، Michael (2015). Jews and Muslims in the Russian Empire and the Soviet Union. Göttingen: Vandenhoeck & Ruprecht. ص. 49–52. ISBN:978-3-647-31028-2. OCLC:930490047.
2. ↑  Azamatov, 356.
3. ↑  Azamatov, 356-357.
4. ↑  Azamatov, 357-361.